# Alexander Böker (Chemiker)

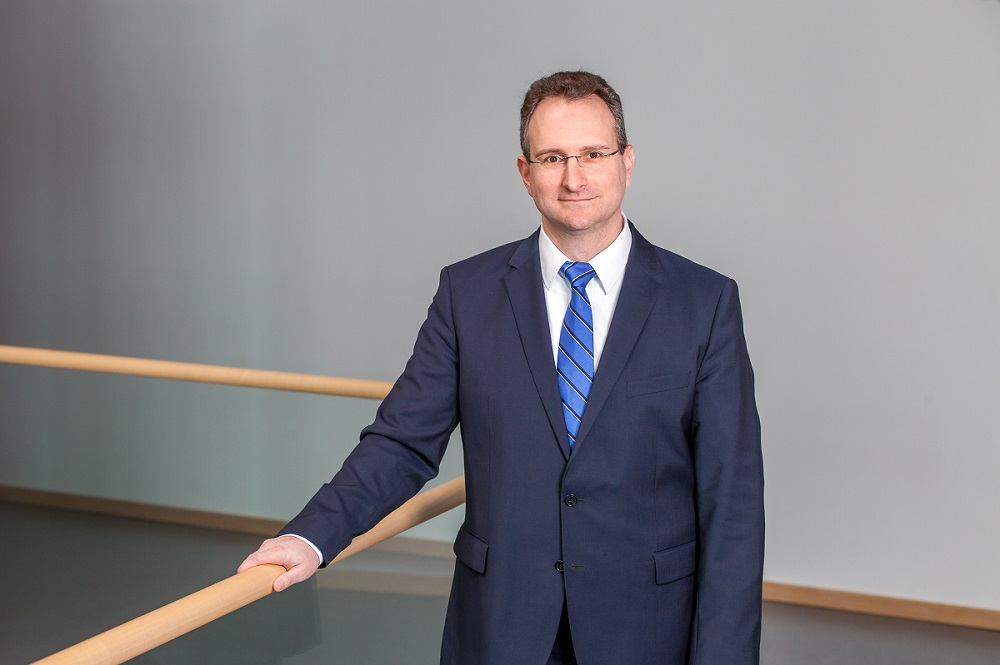
Alexander Böker 2018

Alexander Böker (* 17. September 1973 in Frankfurt am Main) ist ein deutscher Chemiker und Hochschullehrer. Seit dem 1. Februar 2015 ist er Institutsleiter am Fraunhofer-Institut für Angewandte Polymerforschung IAP in Potsdam-Golm und Inhaber des Lehrstuhls Polymermaterialien und Polymertechnologien an der Universität Potsdam.

## Leben
Nach dem Abitur begann Böker 1993 ein Chemiestudium an der Johannes Gutenberg-Universität Mainz und der Cornell University in den USA. Seine Diplomarbeit schrieb er zum Thema „Seitenkettenfluorierte Blockcopolymere als molekulare Funktionsschichten an Polymeroberflächen“. Es folgten die Promotion in Bayreuth und von 2002 bis 2004 ein Postdoc-Aufenthalt am Department of Polymer Science & Engineering an der University of Massachusetts, Amherst, USA. 2007 habilitierte er sich im Fach Physikalische Chemie.
Von 2008 bis 2015 war Böker Inhaber des Lehrstuhls für Makromolekulare Materialien und Oberflächen an der RWTH Aachen sowie stellvertretender wissenschaftlicher Direktor des DWI – Leibniz-Institut für Interaktive Materialien e.V.
Schwerpunkte seiner Arbeit sind Selbstorganisationsphänomene von Nanopartikeln und Polymeren sowie die Übertragung von biologischen Funktionalitäten auf polymere Werkstoffe.
Für seine Forschung zur Selbstverdopplung von Kolloiden erhielt er vom Europäischen Forschungsrat (ERC) 2015 den ERC Consolidator Grant in Höhe von 1,9 Millionen Euro.

## Preise und Stipendien
- 1996–1997 DAAD-Auslandsstipendium
- 1999–2001 Kekulé-Stipendium des Fonds der Chemischen Industrie
- 2002 Preis der Stadt Bayreuth für hervorragende naturwissenschaftliche Dissertation
- 2003–2004 Stipendium der Max Kade Foundation
- 2005 Wissenschaftspreis des Universitätsvereins der Universität Bayreuth
- 2006 Emmy Noether-Nachwuchsgruppe der DFG
- 2006 Lichtenberg-Professur der VolkswagenStiftung[4]
- 2015 ERC Consolidator Grant[5]